# پلیتا ایر سرویس
پلیتا ایر سرویس (به انگلیسی: Pelita Air Service) یک شرکت هواپیمایی با کد یاتا 6D است که در تاریخ ۱۹۶۳ میلادی تأسیس شده است.
دفتر مرکزی پلیتا ایر سرویس در جاکارتا، اندونزی واقع شده‌است و قطب این شرکت هواپیمایی در فرودگاه پوندوک کیب قرار دارد و به ۱۸ مقصد، پرواز مستقیم انجام می‌دهد.

## مقصدهای پروازی
- دپوک - فرودگاه پوندوک کیب قطب

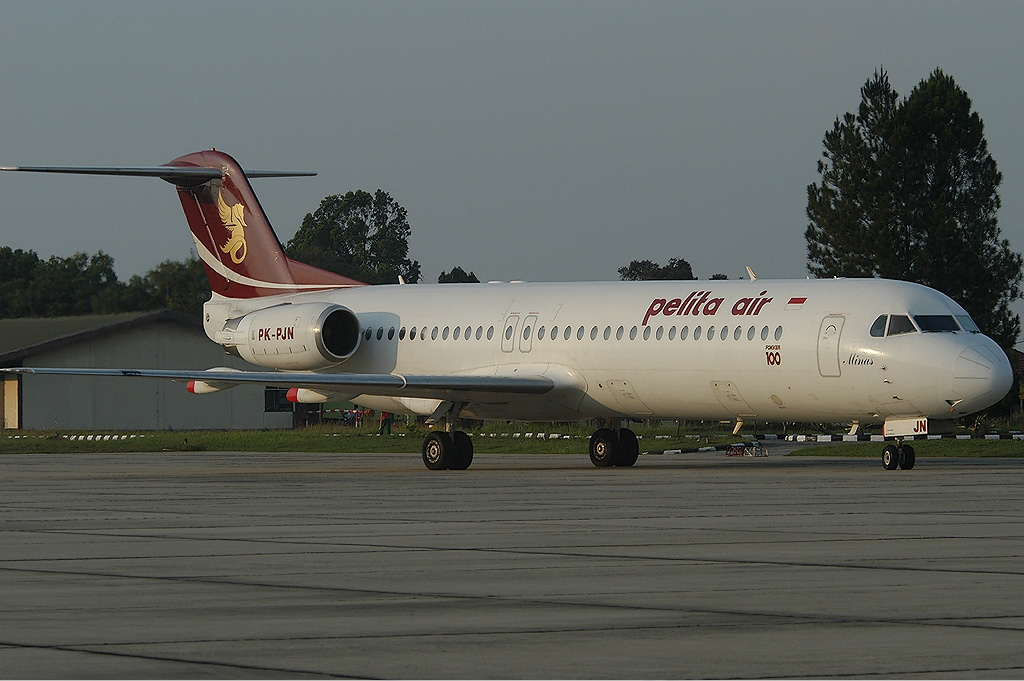
یک فروند هواپیمای متعلق به پلیتا ایر سرویس در فرودگاه بین‌المللی سلطان سیاریف قسیم دوم، پکانبارو.

- دومای، اندونزی - فرودگاه پینانگ کامپای
- جاکارتا - فرودگاه حلیم پرداناکوسوما قطب دوم
- پکانبارو - فرودگاه بین‌المللی سلطان سیاریف قسیم دوم
- بالیک‌پاپان - فرودگاه سلطان آجی محمد سلیمان
- سورنگ - فرودگاه سارونگ
- Matak - فرودگاه ماتاک

مقصدهای داخلی کرایه‌ای:
- دومای، اندونزی - فرودگاه پینانگ کامپای
- یوگیاکارتا - فرودگاه بین‌المللی ادیسوسیپتو

## ناوگان هوایی

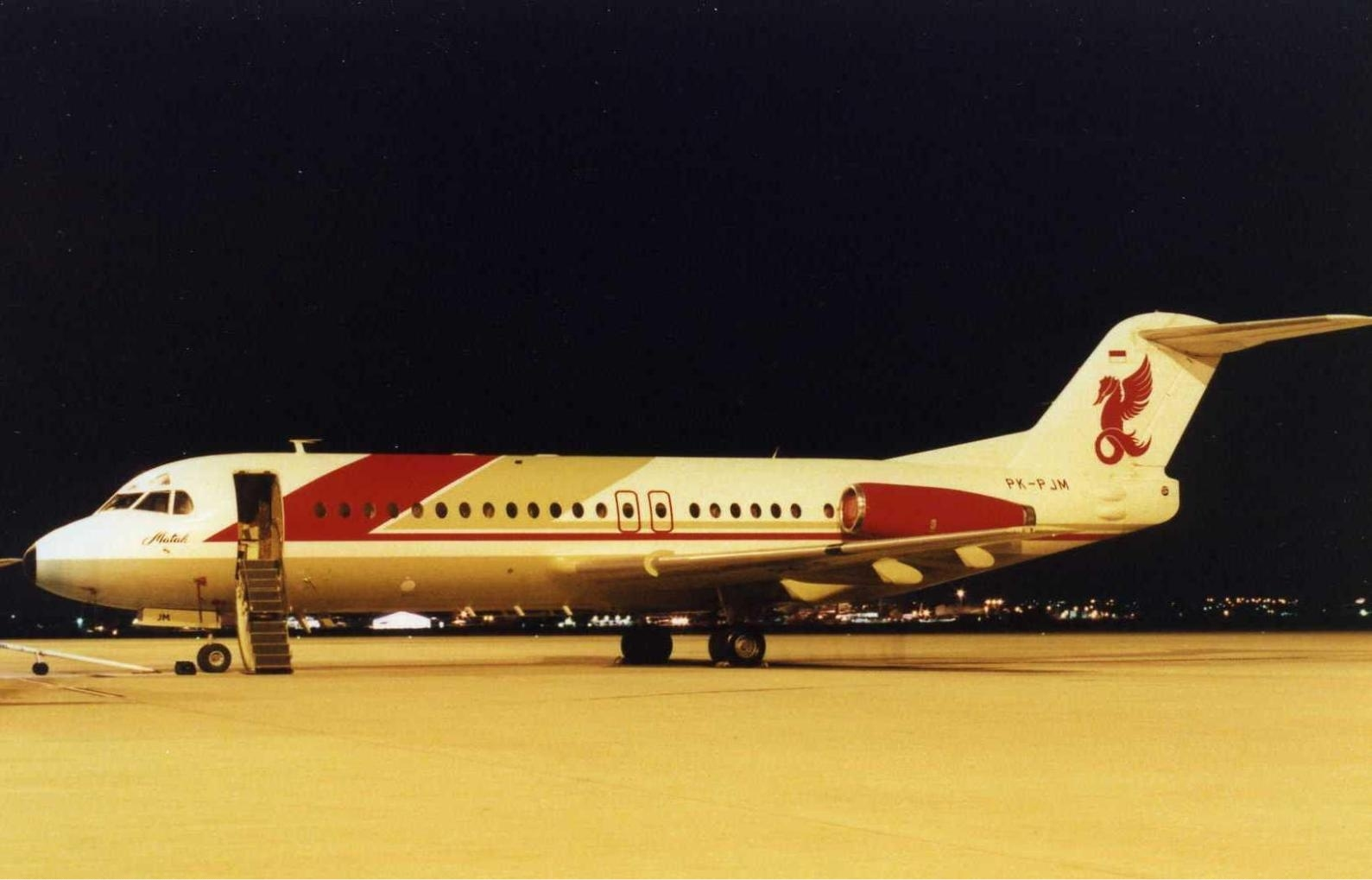
یک فروند فوکر اف۲۸ پلیتا ایر سرویس.

ناوگان هوایی پلیتا ایر سرویس به شرح زیر است: